# Роки Појнт (Монтана)
Роки Појнт (енгл. Rocky Point) насељено је место без административног статуса у америчкој савезној држави Монтана.

## Демографија
По попису из 2010. године број становника је 97, што је 10 (-9,3%) становника мање него 2000. године.
| Група             | 2000.       | 2010.      |
| Белци             | 102 (95,3%) | 87 (89,7%) |
| Афроамериканци    | 0 (0,0%)    | 0 (0,0%)   |
| Азијати           | 0 (0,0%)    | 0 (0,0%)   |
| Хиспаноамериканци | 0 (0,0%)    | 0 (0,0%)   |
| Укупно            | 107         | 97         |